# Cuthbert Collingwood
Pour les articles homonymes, voir Collingwood.
Cuthbert Collingwood, 1er baron Collingwood, né le 26 septembre 1750 à Newcastle-upon-Tyne et mort le 7 mars 1810 à bord du HMS Ville de Paris au large de Port-Mahon, est un officier de marine britannique des XVIIIe et XIXe siècles. Au cours de sa carrière dans la Royal Navy, il prend part - aux côtés de Lord Nelson - à plusieurs victoires britanniques pendant les guerres de la Révolution et de l'Empire, et est fréquemment considéré comme le successeur de Nelson au commandement de la flotte britannique.

## Biographie

### Jeunesse et débuts
Collingwood nait à Newcastle upon Tyne. Il suit les cours de la Royal Grammar School de Newcastle. À l'âge de onze ans, il prend la mer à bord de la frégate de sixième rang HMS Shannon sous les ordres de son cousin captain (futur amiral) Richard Brathwaite (ou Braithwaite), qui prend en charge son instruction en matière de navigation. Après plusieurs années de services sous le captain Brathwaite et une courte période passée sur le HMS Lenox, un navire de garde basé à Portsmouth commandé par le captain (et lui aussi futur amiral) Robert Roddam, Collingwood navigue en direction de Boston en 1774 sous l'Admiral Samuel Graves, et combat dans la brigade navale britannique à la bataille de Bunker Hill (juin 1775), ce qui lui vaut d'être promu au grade de lieutenant, le 17 juin 1775.
En 1777, Collingwood rencontre pour la première fois Nelson lorsque tous deux servent à bord du HMS Lowestoffe. Deux ans plus tard, Collingwood succède à Nelson en tant que commander du HMS Badger (20 juin 1779), et l'année suivante il succède à nouveau à Nelson en tant que post-captain du HMS Hinchinbrook (22 mars 1780), une petite frégate, lors de la malheureuse expédition de San Juan au Nicaragua. Le corps expéditionnaire est décimé par les fièvres et Nelson, malade, doit être évacué. Collingwood lui succède donc au commandement du Hinchinbrook et ramène les restes de l'expédition à la Jamaïque.

### Premier commandement
Après avoir commandé une autre petite frégate, le HMS Pelican, avec laquelle il est pris dans un ouragan et fait naufrage en 1781, Collingwood est promu sur le HMS Sampson, vaisseau de ligne de 64 canons, et en 1783 il passe sur le HMS Mediator (1782) et envoyé dans les Indes occidentales, où il reste jusqu'en 1786, toujours en compagnie de Nelson, empêchant les vaisseaux américains de commercer avec les Indes occidentales.
En 1786 Collingwood retourne en Angleterre, où, à l'exception d'un voyage qu'il fait vers les Indes occidentales, il reste jusqu'en 1793. Cette année-là, il est nommé captain du HMS Prince, le vaisseau amiral du Rear Admiral George Bowyer au sein de la Channel Fleet. Le 16 juin 1791, Collingwood épouse Sarah Blackett, fille d'un riche marchand de Newcastle et petite-fille de Robert Roddam (1711-1744) d'Hethpoole et de Caldburne (à ne pas confondre avec l'amiral, Robert Roddam, sous les ordres duquel il sert étant plus jeune).
En tant que captain du HMS Barfleur, Collingwood est présent au sein de la flotte britannique au Glorious First of June. À bord du HMS Excellent, il participe à la victoire à la bataille du cap Saint-Vincent, et se fait une bonne réputation au sein de la flotte pour sa conduite lors de ce combat. Après le blocus de Cadix, il rentre quelques semaines à Portsmouth pour réparations. Au début de l'année 1799, Collingwood est promu au grade de Rear-Admiral of the White le 14 février 1799; puis à celui de Rear-Admiral of the Red, le 1er janvier 1801; et, arborant son pavillon sur le HMS Triumph, il rejoint la Channel Fleet et met les voiles en direction de la Méditerranée où le principal des forces navales combinées de France et d'Espagne s'étaient réunies. Collingwood continue à servir activement jusqu'à la signature de la paix d'Amiens, qui lui permet de rentrer en Angleterre.
Avec la reprise des hostilités avec la France au printemps 1803 il quitte à nouveau son foyer, qu'il ne reverra jamais. Dans un premier temps, il participe au blocus de la flotte française au large de Brest. Le 23 avril 1804, il est promu au grade de Vice-Admiral of the Blue puis Vice-Admiral of the Red le 9 novembre 1805. Cela faisait près de deux ans qu'il avait repris le service, lorsque Napoléon décide d'équiper une force d'invasion destinée à envahir l'Angleterre, une campagne qui devait décider du sort de l'Europe et dont la réussite dépendait de la suprématie sur les mers. La flotte française ayant mis les voiles de Toulon, l'Admiral Collingwood est nommé à la tête d'une escadre avec pour ordre de la poursuivre. Les flottes combinées de France et d'Espagne, commandées par l'amiral Villeneuve, après s'être rendues dans les Indes occidentales, retournent à Cadix. Sur leur chemin, elles rencontrent la petite escadre de Collingwood au large de Cadix. Il ne disposait alors que de trois vaisseaux sous ses ordres et, conscient de la disproportion des forces - il est chassé par seize vaisseaux de ligne -, il préfère fuir et parvient à éviter le combat. Avant que la moitié des forces ennemies ne soit entrée dans le port il reprend le blocus, utilisant de faux signaux pour dissimuler la petite taille de son escadre. Il est bientôt rejoint par Nelson, qui espère alors convaincre les flottes ennemies de s'engager dans un combat majeur.

### Bataille de Trafalgar
La flotte combinée quitte Cadix en octobre 1805. La bataille de Trafalgar s'ensuit immédiatement. Villeneuve, l'amiral français, dispose sa flotte en forme de croissant. La flotte britannique se scinde en deux, une première ligne conduite par Nelson à bord du HMS Victory, et l'autre par Collingwood sur le HMS Royal Sovereign. Le Royal Sovereign était le voilier le plus rapide, principalement parce que sa coque avait été pourvue d'une nouvelle couche de cuivre qui, comparée aux vaisseaux dont le revêtement en cuivre était oxydé, offrait une résistance moindre. Ayant pris une avance considérable sur le reste de la flotte, il est le premier à engager le combat. « Voyez, dit Nelson, pointant du doigt le Royal Sovereign engageant le combat avec le centre de la ligne ennemie, voyez comme ce noble compagnon Collingwood conduit son vaisseau au combat! ». Au même moment, comme s'il répondait à l'observation de son grand commandant, Collingwood fait remarquer à son capitaine: « Qu'est ce que Nelson donnerait pour être ici? ».
Le Royal Sovereign s'approche du vaisseau amiral espagnol, et lui décharge ses bordées avec une telle rapidité et une telle précision que le Santa Ana était sur le point de sombrer avant que les autres vaisseaux britanniques n'aient le temps de rejoindre le combat. Plusieurs vaisseaux espagnols viennent porter assistance au Santa Ana et font feu de toute part sur le Royal Sovereign ; plus tard, après avoir été gravement endommagé - le vaisseau n'est plus manœuvrable et devra être remorqué -, il est soulagé par l'arrivée du reste de la flotte britannique. Peu de temps après le Santa Ana abaisse son pavillon. À la mort de Nelson, Collingwood le remplace comme commandant en chef, transférant son pavillon sur la frégate Euryalus. Conscient qu'une violente tempête était en formation au large, Nelson avait l'intention de placer la flotte au mouillage à l'issue de la bataille, mais Collingwood choisit de ne pas suivre cet ordre : de nombreux bâtiments britanniques et les prises réalisées étaient trop endommagés pour se mettre à l'ancre, et Collingwood concentre ses efforts pour ramener ses bâtiments à l'aide de vaisseaux remorqueurs. Dans la tempête qui s'ensuivit, de nombreuses prises font naufrage sur la côte rocheuse et les autres sont détruites pour empêcher leur récupération, cependant aucun navire britannique n'est perdu.
Le 9 novembre 1805, Collingwood est promu Vice-Admiral of the Red et élevé à la pairie sous le titre de Baron Collingwood de Caldburne et Hethpool, dans le comté de Northumberland. Il reçoit également les remerciements de la Chambre des communes et de la Chambre des lords et se voit octroyer une pension de 2 000 £ par an. Comme tous les capitaines et amiraux ayant combattu ce jour-là, il reçoit une médaille en or, sa troisième, après celles reçues pour le Glorious First of June et le cap Saint-Vincent ; seuls Nelson et Sir Edward Berry ont partagé l'honneur de porter trois médailles d'or pour leurs services pendant les guerres contre la France.
Lorsqu'il n'est pas en mer, il réside à Collingwood House dans la ville de Morpeth située à 15 miles au nord de Newcastle upon Tyne. Il est connu pour avoir remarqué, « quand je pense combien je suis heureux à nouveau, mes pensées me ramènent à Morpeth ».

### Fin de carrière et mort
Entre Trafalgar et sa mort, aucun grand combat naval n'est disputé bien qu'à plusieurs reprises des escadres françaises aient tenté de briser le blocus qui pesait sur la France, l'une d'entre elles réussissant même à débarquer des troupes dans les Caraïbes deux mois après Trafalgar, la majorité d'entre elles étaient chassées et battues au combat. Collingwood est alors occupé par d'importantes négociations politiques et diplomatiques dans la Méditerranée, au cours desquelles il fait preuve de tact et de jugement. En 1805, il est nommé commandant en chef de la Mediterranean Fleet. Il demande alors à être relevé de son commandement et à pouvoir rentrer chez lui, cependant, le gouvernement britannique qui avait grand besoin d'un amiral doté de l'expérience et du talent de Collingwood lui ordonne de rester en poste, arguant que son pays ne pouvait se passer de ses services alors qu'il était toujours menacé d'invasion par la France et par ses alliés. Sa santé commence à se dégrader de manière alarmante en 1809, et il demande à nouveau à l'Admiralty de lui permettre de se retirer, ce qui lui est finalement accordé. Collingwood meurt avant d'avoir revu l'Angleterre, à bord du HMS Ville de Paris, au large de Port Mahon alors qu'il faisait route vers l'Angleterre, le 7 mars 1810. Il est inhumé aux côtés de Nelson dans la crypte de la cathédrale Saint-Paul de Londres.

## Postérité
Alfred de Vigny évoque la vie de Lord Collingwood dans La vie et la mort du capitaine Renaud ou la canne de jonc, l'une des nouvelles de Servitude et grandeur militaires. Il décrit la solitude du capitaine assigné à son poste comme semblable à celle du jeune Renaud, prisonnier sur parole à bord du HMS Victory :

« Il mourut en pleine mer, comme il avait vécu durant quarante-neuf ans, sans se plaindre, ni se glorifier, et sans avoir revu ses deux filles. Seul et sombre comme un de ces vieux dogues d’Ossian qui gardent éternellement les côtes d’Angleterre dans les flots et les brouillards. »

## Sources et bibliographie
- (en) Cet article est partiellement ou en totalité issu de l’article de Wikipédia en anglais intitulé « Cuthbert Collingwood, 1st Baron Collingwood » (voir la liste des auteurs).

En anglais
- (en) Max Adams, Admiral Collingwood - Nelson's Own Hero, Phoenix, Londres, 2005,  (ISBN 0-304-36729-X)
- (en) Colin White and the 1805 Club, The Trafalgar Captains, Chatham Publishing, Londres, 2005,  (ISBN 1-86176-247-X)
- (en) J. Gold, The Naval Chronicle Volume 15, Londres, 1806. Réédité par Cambridge University Press, 2010.  (ISBN 978-1-108-01854-8))
- (en) William Davies, A Fine Old English Gentleman exemplified in the Life and Character of Lord Collingwood, a Biographical Study, Londres, 1875
- (en) « Cuthbert Collingwood », dans Encyclopædia Britannica [détail de l’édition], 1911 (lire sur Wikisource).